# 캐나다 로키산맥

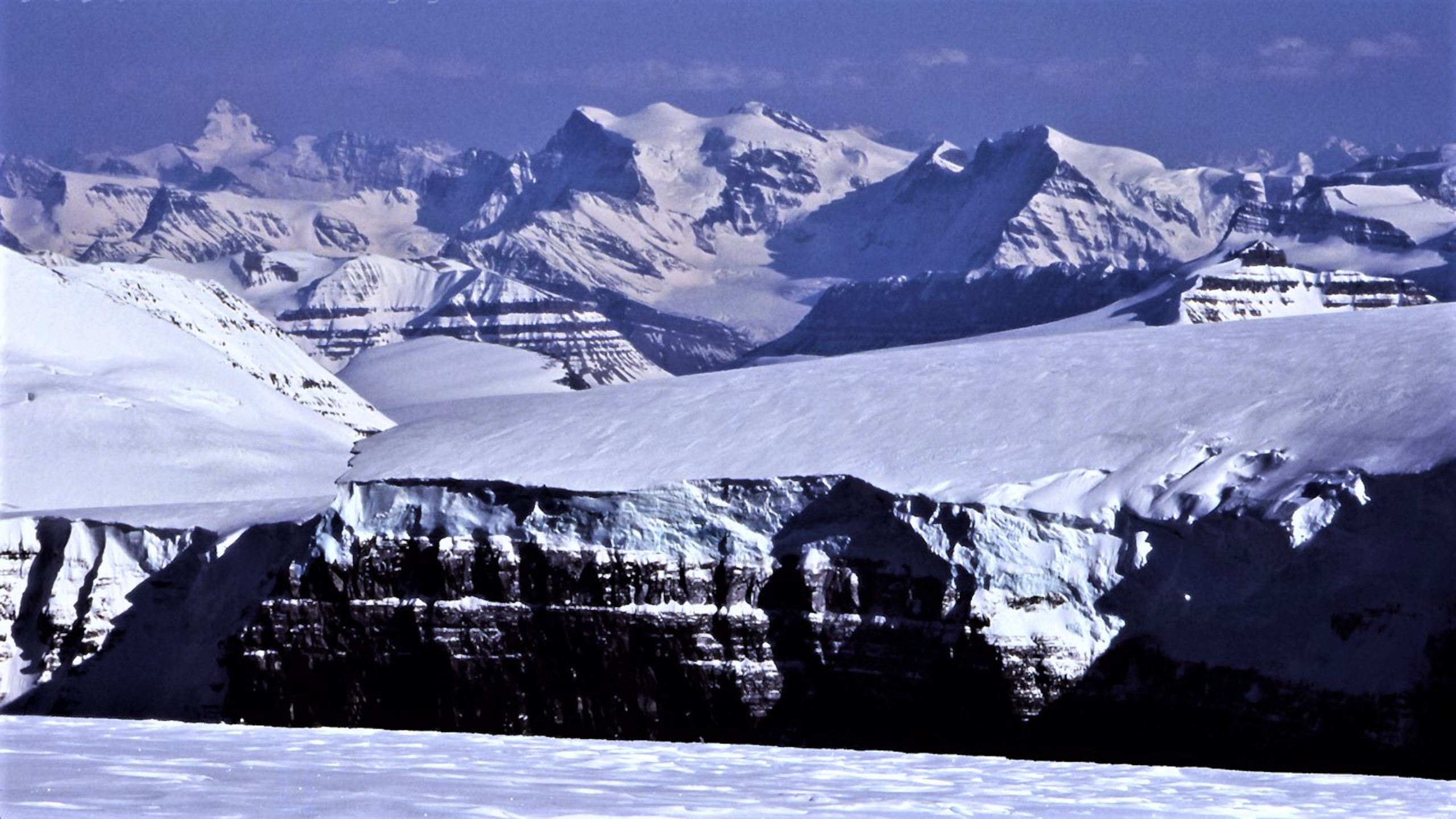

캐나다 로키산맥(영어: Canadian Rockies)은 북아메리카에 있는 로키산맥의 캐나다 영토 부분을 가리킨다. 일부 국립공원이나 강은 세계 각국에서 많은 관광객들이 찾고 있다. 최북단은 브리티시컬럼비아 주 및 유콘 준주 경계이다. 즉, 캐나다 로키산맥은 알래스카 주까지 도달하지는 않으며, 매켄지 산맥은 캐나다 로키산맥에는 포함되지 않는다.